# Rangers d'Eveleth
Les Rangers d'Eveleth sont une franchise de hockey sur glace ayant évolué dans l'Association américaine de hockey et la Ligue centrale de hockey.

## Historique
L'équipe commence dans l'AHA. L'équipe joue ensuite dans la LCH où elle est championne en 1932, puis en 1933.

## Trophée
- Champion de la LCH : 1932 et 1933.